# Піонер-Венера-1

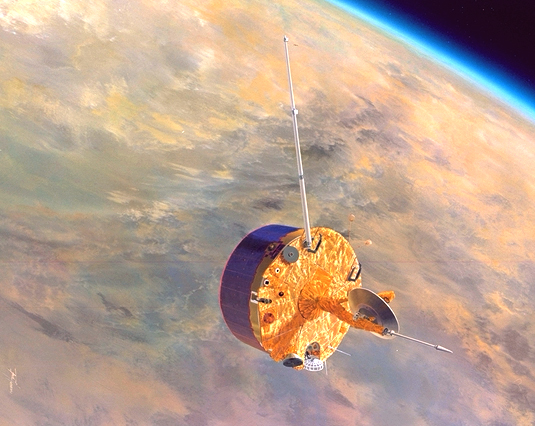
«Піонер-Венера-1» біля атмосфери Венери

Піонер-Венера-1 (англ. Pioneer Venus 1) була космічною місією НАСА до Венери, запущеною 20 травня 1978 року з метою дослідження Венери. Пропрацювала до серпня 1992 року, здійснювала радіолокаційне картографування планети. Офіційна назва космічного апарата — Pioneer Venus Orbiter, в документах НАСА він фігурує також як Pioneer Venus 1 або Pioneer 12.

## Конструкція апарата
«Піонер-Венера-1» був циліндром діаметром 2,5 м і заввишки 1,2 м, на якому були змонтовані прилади, а також антена діаметром 1,09 м. Сонячні панелі були розташовані по колу циліндра і забезпечували електроживлення потужністю понад 300 Вт. Крім того, на штанзі завдовжки 4,7 м був винесений магнітометр. Маса космічного апарата — 517 кг, включаючи 45 кг наукових приладів. Апарат мав основний двигун, а також сім невеликих двигунів орієнтації, які використовувалися також для корекції орбіти. Стабілізація здійснювалася за допомогою обертання.

## Дослідницькі можливості обладнання
«Піонер-Венера-1» міг здійснювати 17 наукових експериментів: 
- картографування поверхні планети за допомогою радара;
- вимірювання вертикального розподілу хмар за допомогою фотополяриметра;
- проведення вимірювань за допомогою інфрачервоного радіометра і ультрафіолетового спектрометра (зокрема, знімки хмарного покриву);
- визначення складу верхнього шару атмосфери з допомогою мас-спектрометра нейтральних часток;
- експерименти з вимірювання різних параметрів сонячного вітру;
- вимірювання магнітного поля планети з допомогою магнітометра;
- експерименти з вимірювання різних характеристик іоносфери (за допомогою мас-спектрометра іонів і датчика електричного поля);
- два експерименти з вимірювання гравітаційного поля Венери з використанням радіосигналу;
- вимірювання характеристик атмосфери при проходженні через неї радіосигналу;
- реєстрація гамма-спалахів;
- дослідження верхніх шарів атмосфери, які апарат «зачіпав» в нижній точці орбіти.

## Перебіг космічної експедиції

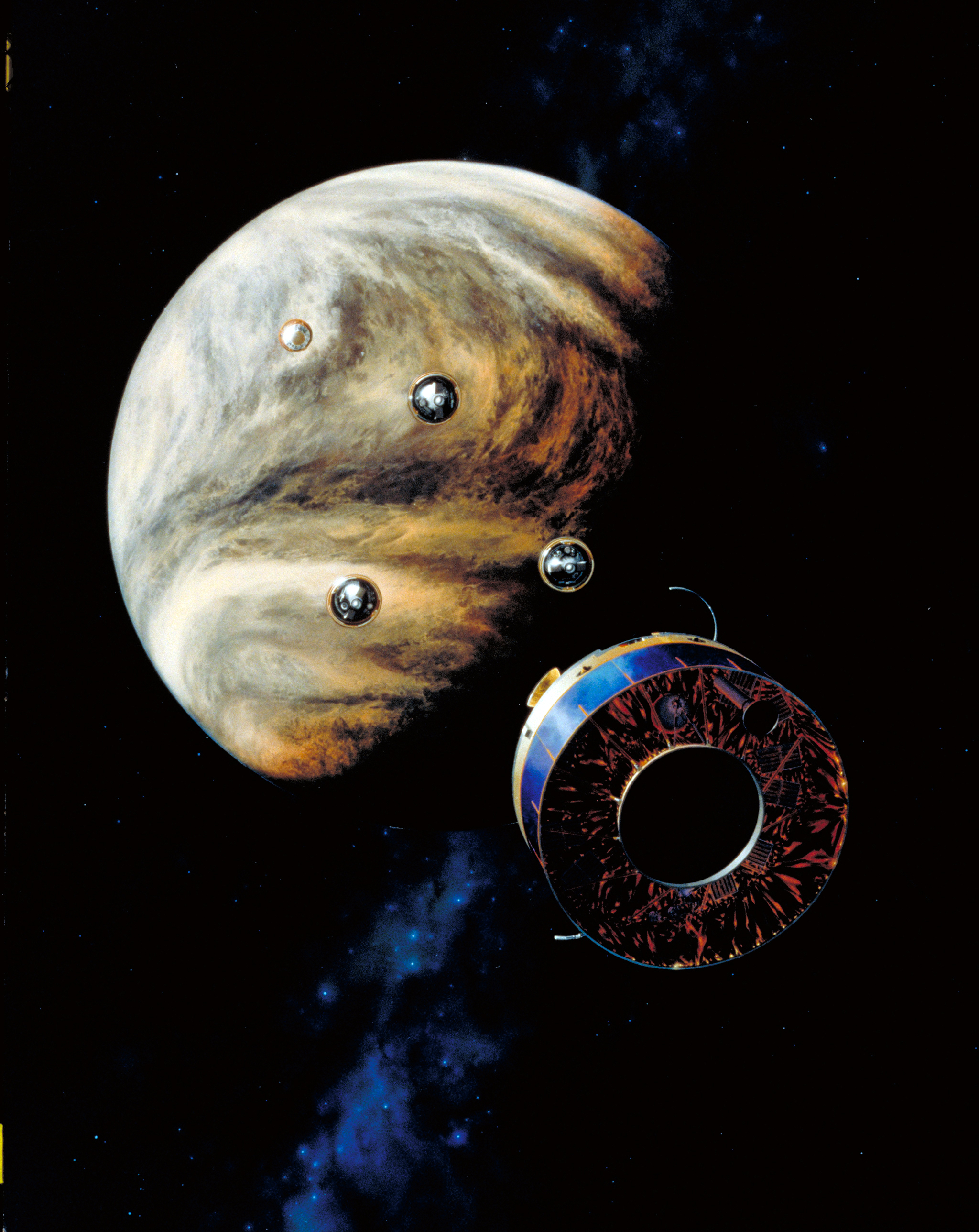
Піонер-Венера (Pioneer Venus)

Космічний апарат вийшов на 24-годинну еліптичну орбіту навколо Венери 4 грудня 1978 року. Впродовж півтора року нижня точка орбіти утримувалася на висоті 142—253 км, верхня — 66 900 км. Надалі параметри орбіти неодноразово змінювалися.
«Піонер-Венера-1» підтвердив (в межах чутливості своїх приладів), що Венера не має магнітного поля. За даними апарата була побудована модель іоносфери планети, визначений її склад і характер взаємодії з сонячним вітром.
Апарат надав нові дані по динаміці хмарного покрову планети. Крім того, були виявлені постійні грозові розряди, сконцентровані в обмежених областях.
Радіолокаційне картографування поверхні показало різні типи рельєфу. Багато районів дістали нові назви, наприклад, Aphrodite Terra (Земля Афродіти), гора Максвела та ін. В цілому, була картографована майже уся поверхня планети.